# Blasius Hueber

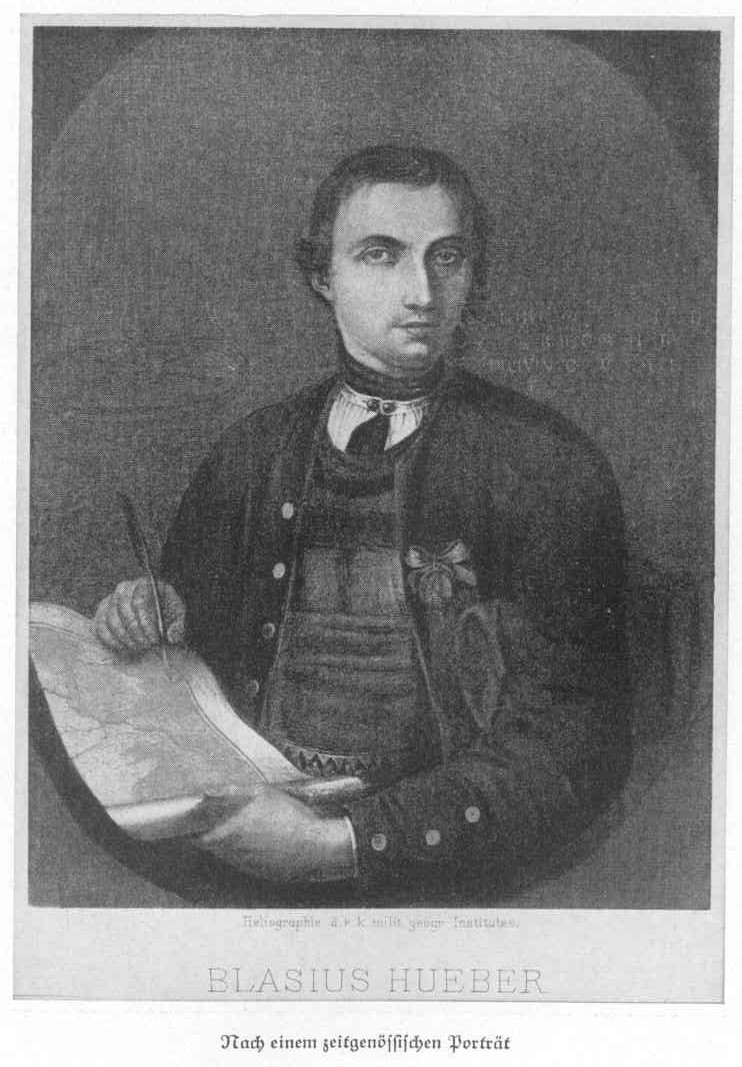
Blasius Hueber

Blasius Hueber (* 29. Januar 1735 in Oberperfuss, Tirol; † 4. April 1814 in Inzing bei Innsbruck) war Bauer und Landvermesser, weshalb er wie Peter Anich (1723–1766) und sein Neffe Anton Kirchebner zu den sogenannten Bauernkartografen gezählt wird.

## Leben
Blasius Hueber wurde am 29. Januar 1735 in Oberperfuss geboren. Er war das neunte von insgesamt zehn Kindern des Bauern Franz Hueber (* 31. März 1691, † 15. November 1772) und dessen Gattin Gertrude, geborene Spiegl (* 1. Januar 1697, † 29. Mai 1775). Fälschlicherweise wird in der Literatur oft der 1. Februar als Geburtstag angegeben, wobei es sich hiebei um das Taufdatum handelt. Sein Bruder war der Tiroler Kirchenbaumeister Andreas Hueber (* 26. November 1725, † 28. August 1808).
Trotz geringer Schulbildung gelang Blasius Hueber, durch die Ermutigung und Unterstützung Peter Anichs Landvermesser zu werden. Ab 1765 bearbeitete er mit Anich den Atlas Tyrolensis. Dieses 20 Blätter umfassende, für die damalige Landesvermessung beispielgebende Kartenwerk von Tirol im Maßstab 1:103.888 stellte Hueber nach dem frühen Tod Anichts fertig und versah es mit einer Übersichtskarte 1:540.000. Der Atlas Tyrolensis wurde 1774 als Kupferstich publiziert.
Die Arbeiten der drei Bauernkartografen hatten die Wiener Regierung so sehr befriedigt, dass sie beschloss, von Hueber auch die österreichischen Vorlande aufnehmen zu lassen. Eine Hofresolution ordnete 1771 die Vermessung der Herrschaften vor dem Arlberg an, die 1752 der Regierung in Freiburg im Breisgau unterstellt worden waren. Die Arbeiten standen (wie vorher die Aufnahme Tirols) unter der Oberaufsicht des Innsbrucker Mathematikprofessors Ignaz von Weinhart SJ. Die Karten sollten ebenfalls in das Kartenwerk der Josefinischen Landesaufnahme (ca. 1765–1785) der gesamten Monarchie aufgenommen werden.
Von 1771 bis 1774 erstellte Hueber eine Karte von Vorarlberg, die 1783 gedruckt wurde. In seiner Fertigkeit der Darstellung des Geländes übertraf er Peter Anich noch etwas. Danach arbeitete er von 1775 bis 1777 an der Vermessung der Landvogtei Ober- und Niederschwaben, erkrankte dann aber schwer. Sein tüchtiger Neffe und Gehilfe Anton Kirchebner (1750–1831) führte das Werk zu Ende und 1782 zum Druck.
Am 20. Dezember 1771 erhielt Blasius Hueber für seine hervorragenden Kartographenleistungen das Siegelrecht von Kaiserin Maria Theresia von Österreich und ein eigenes Wappen verliehen. Zusätzlich wurde ihm ein Gnadengehalt von 200 Gulden jährlich zugeschrieben.
Nach der Erkrankung Huebers wurde sein Sohn Magnus Hueber um 1790 Kirchebners Gehilfe und ebenfalls zum Landmesser angelernt. Mit ihm endete die Reihe der Tiroler Bauernkartografen. Einerseits beendete der 1793 ausgebrochene Krieg um Vorderösterreich die Arbeiten, andrerseits wurde die Geodäsie zunehmend von Militärgeografen ausgeübt. Die Ausbildung akademischer Geodäten übernahm später die 1815 gegründete Technische Hochschule Wien. Im Jahre 1802 verkaufte Blasius Hueber seinen Bauernhof in Oberperfuss und zog mit seiner Familie nach Inzing, wo er am 4. April 1814 verstarb.

## Nachkommen
Blasius Hueber heiratete im Laufe seines Lebens zweimal: In erster Ehe war er mit Magdalena, geborene Kremser (* 16. Juli 1738, † 8. April 1790) verheiratet. Die beiden hatten sieben gemeinsame Kinder:
1. Johannes Nepomuk Ubaldus Hueber (* 17. Mai 1770 in Oberperfuss)
2. Magnus Hueber (* 4. September 1771 in Oberperfuss)
3. Margaritha Sophia Hueber (* 14. Mai 1773 in Oberperfuss)
4. Ignatius Jacobus Hueber (* 1. Februar 1775 in Oberperfuss)
5. Maria Hueber (* 27. November 1776 in Oberperfuss)
6. Gertrude Hueber (* 19. März 1779 in Oberperfuss)
7. Anna Amalia Theresia Hueber (* 2. Oktober 1780 in Oberperfuss)

Nach dem Tod seiner ersten Frau, heiratete Blasius Hueber am 30. August 1790 die aus Silz stammende Magdalena, geborene Raich, mit der er elf weitere Kinder hatte: 
1. Margreth Hueber (* 25. Mai 1791 in Oberperfuss)
2. Katharina Hueber (* 29. Februar 1792 in Oberperfuss)
3. Rosina Susanna Hueber (* 25. Februar 1794 in Oberperfuss)
4. Elisabeth Hueber (* 1. November 1795 in Oberperfuss)
5. Anonymus Hueber (* 27. April 1797 in Oberperfuss)
6. Vitalis Hueber (* 27. April 1797 in Oberperfuss)
7. Theodora Hueber (* 20. April 1798 in Oberperfuss)
8. Joseph Urbanus Hueber (* 29. Mai 1800 in Oberperfuss)
9. Johann Nepomuk Hueber (* 14. Mai 1802 in Oberperfuss)
10. Ursula Hueber (13. April 1804 in Inzing)
11. Gabriel Adam Hueber (24. Dezember 1806 in Inzing)

Von seinen insgesamt 18 Kindern erreichten 11 das Erwachsenenalter. Unter Hueber's Kindern erlangte neben Magnus Hueber auch Johann Nepomuk Hueber (* 14. Mai 1802) Berühmtheit als Maler.